# Milan (Tennessee)
Milan es una ciudad ubicada en el condado de Gibson en el estado estadounidense de Tennessee. En el Censo de 2010 tenía una población de 7.851 habitantes y una densidad poblacional de 340,33 personas por km².

## Geografía
Milan se encuentra ubicada en las coordenadas 35°54′44″N 88°45′15″O / 35.91222, -88.75417. Según la Oficina del Censo de los Estados Unidos, Milan tiene una superficie total de 23.07 km², de la cual 23.06 km² corresponden a tierra firme y (0.03%) 0.01 km² es agua.

## Demografía
Según el censo de 2010, había 7851 personas residiendo en Milan. La densidad de población era de 340,33 hab./km². De los 7851 habitantes, Milan estaba compuesto por el 0.07% blancos, el 0.02% eran afroamericanos, el 0.33% eran amerindios, el 0.36% eran asiáticos, el 0% eran isleños del Pacífico, el 0.98% eran de otras razas y el 2.03% pertenecían a dos o más razas. Del total de la población el 2.55% eran hispanos o latinos de cualquier raza.